# Acalolepta griseoplagiata
Acalolepta griseoplagiata là một loài bọ cánh cứng trong họ Cerambycidae.